# 乔治·班克罗夫特
乔治·班克罗夫特（英語：George Bancroft，1800年10月3日—1891年1月17日），美国19世纪政治人物、历史学家、外交官。1845年至1846年担任美国海军部长，于安纳波利斯兴建了美国海军学院；1846年至1849年担任美国驻英大使，1867年至1874年担任驻德大使。

## 生平
班克罗夫特出生于马萨诸塞州的伍斯特，其父阿龙·班克罗夫特是一位论派牧师，曾参与美国独立战争。班克罗夫特于13岁在菲利普斯埃克塞特学院毕业，进入哈佛大学，17岁毕业。随后赴德留学，在海德堡、哥廷根和柏林大学研究经书、古典文献、历史学、自然科学、柏拉图哲学，及德意志、意大利及法兰西文学；习得阿拉伯语、希伯来语和通用希腊语。1820年，于哥廷根大学获得博士学位。回国后，并未顺遂其父意愿投身传教事业，而于哈佛大学担任希腊语文学教授，投身文学及教育。1834年，完成《美国史》（History of the United States）首卷，1835年移居斯普林菲尔德，完成第二卷，此后竭毕生精力将之完成，共10卷，完整而生动地叙述了自发现美洲至美国独立的北美历史，史料丰富，富于爱国情怀；亦著有两卷《美国制宪史》，作为补充。班克罗夫特因而被视为美国史学的奠基者。
1837年，班克罗夫特步入政坛，受命负责波士顿港海关税务。1844年代表民主党参选马萨诸塞州州长失败，其政治主张包括吞并得克萨斯、延伸“自由范围”；作为民主党员，却反对奴隶制。1845年就任海军部长，组建美国海军学院。1846年曾代行战争部长职务一个月，其间派扎卡里·泰勒南下至得克萨斯和墨西哥间的争议土地驻扎，为挑起美墨战争制造借口。同年就任美国驻英国大使，1849年回国，淡出政坛，居住于纽约。
1851年参与组建美國地理學協會，并担任首任主席。1863年成为美国文理科学院院士。1866年被国会选中为遇刺的亚伯拉罕·林肯写作悼词。
1867年，被时任总统安德鲁·约翰逊任命为驻普鲁士大使，留居柏林七年。晚年居于华盛顿特区。1891年逝世。